# Ember Falls
Ember Falls war eine finnische Metal-Band aus Tampere. Ember Falls wurde 2015 nach der Auflösung der 2010 gegründeten Band Mekanism neugegründet. Die Band veröffentlichte im selben Jahr die erste Single Shut Down with Me. Ember Falls unterzeichnete einen weltweiten Plattenvertrag mit Spinefarm Records. Ihr erstes Album Welcome to Ember Falls wurde im Februar 2017 veröffentlicht.
Am 17. Mai 2023 kündigte die Band ihre Auflösung nach der Veröffentlichung ihres letzten Songs Avalon an, der am 19. Mai 2023 veröffentlicht wurde.

## Stil
Der Stil von Ember Falls lässt sich leicht als eine Verschmelzung mehrerer verschiedener Metal-Genres beschreiben. So finden sich hier sowohl melodische als auch brutale Elemente wieder. Hinzu kommen mehrere Einflüsse aus dem EDM-Bereich, so schafft die Band wie zum Beispiel im Song We Are Become Fire einen Ausgleich zwischen heroischer, gar epischer Musik mit tiefgründigen Texten, positiver Stimmung (wie im Refrain des Liedes) und aggressiver Anspannung.
Metal.de beschrieb die Musikrichtung von Welcome to Ember Falls als „geeignet für Teenager, die es etwas härter mögen.“:

„Und so gehen EMBER FALLS auf die Jagd nach Hits, die zappeligen Teenies, die es mal etwas härter mögen, zum Kopfschütteln animieren könnten.“

## Diskografie

### Alben
- 2017: Welcome to Ember Falls

### Singles
- 2015: Shut Down with Me
- 2016: COE
- 2016: The Cost of Doing Business
- 2017: Rising Tide
- 2019: Heart Shaped Black Scar
- 2019: Divine
- 2020: We Are Become Fire
- 2020: The World Is Burning
- 2021: For All
- 2021: The Wall